# Harcy
Harcy é uma comuna francesa na região administrativa de Grande Leste, no departamento Ardenas. Estende-se por uma área de 19,43 km². Em 2010 a comuna tinha 515 habitantes (densidade: 26,5 hab./km²).